# Gallavesa

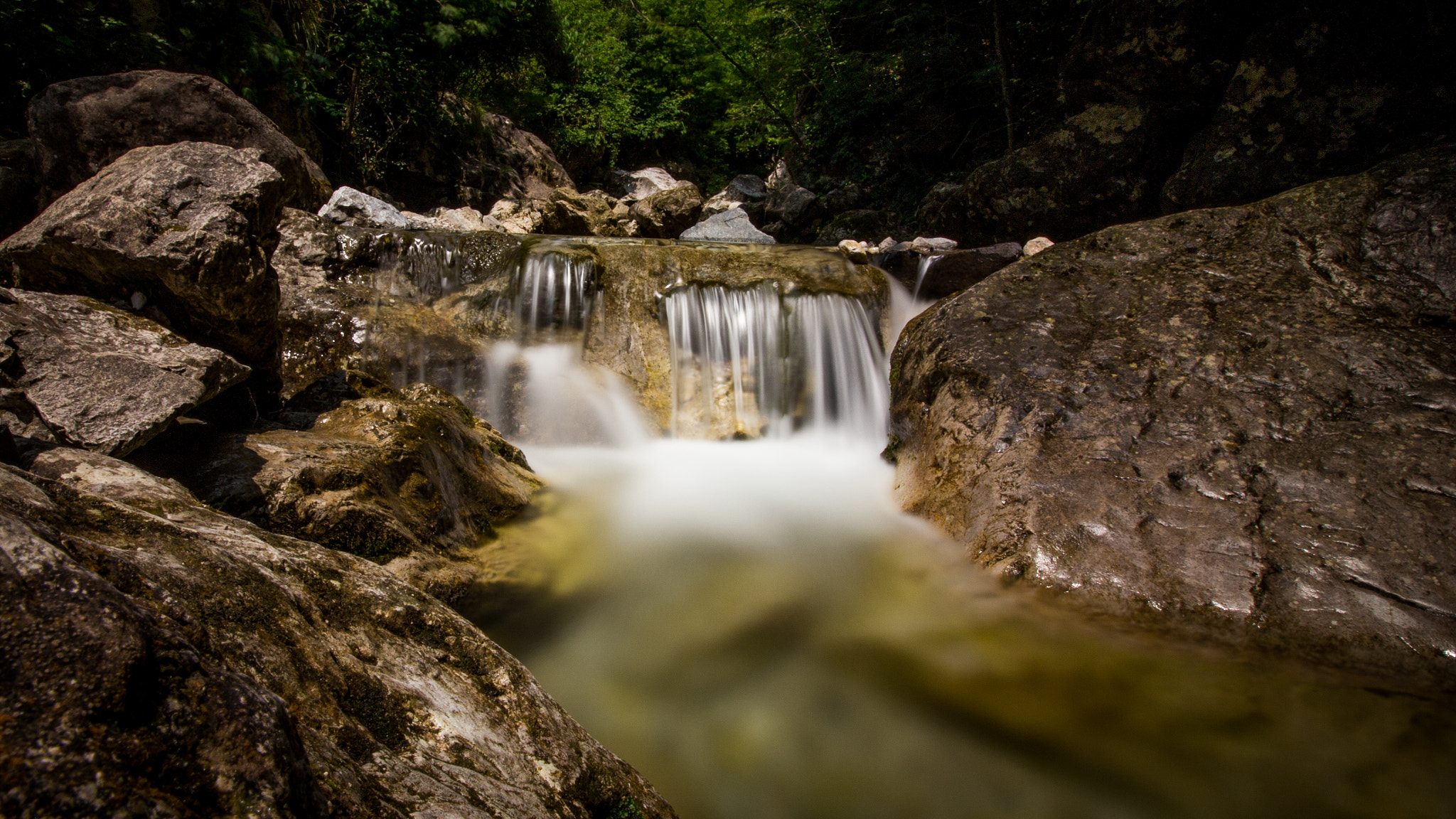
Le pozze di Erve caratterizzano il percorso del fiume. Sono una amata meta turistica

Il Gallavesa, anche detto Galavesa, è un torrente della Valle San Martino che nasce a Erve e forma una piccola valle che funge da confine tra Vercurago e Calolziocorte. Dopo un percorso di 8 km il torrente sfocia a Vercurago nel lago di Garlate.

## Origine del nome
L'origine del nome Gallavesa è incerta, nel dialetto locale, molto vicino al dialetto bergamasco, il torrente è conosciuto come Lavall. Secondo un’ipotesi il nome deriverebbe dal dialetto veneto Gala-Vesa, cioè Chiusa-Vecchia, nome che deriverebbe dalla presenza di un confine segnato da una chiusa o da un muro del quale sono state rinvenute alcune tracce lungo il torrente. Era il vecchio confine tra Ducato di Milano e Repubblica Serenissima nominato nei Promessi Sposi da Alessandro Manzoni.
Un'altra ipotesi avanzata da alcuni contadini locali è che derivasse dal modo di dire dialettale " a gala i ve sa", ovvero " a galla vengono qua", poiché secoli prima la vallata dove oggi sorge l'abitato di Erve era occupata da un lago che poi si è prosciugato; quindi si presume che quando i boscaioli tagliavano gli alberi per farne legna in zona della Costa dell'Arc o del Praa di Ratt buttassero i tronchi e il materiale nel lago e lasciavano che la corrente li portasse più a valle, all'incirca dove oggi c'è l'entrata del paese. Da questo modo di operare si presume che tra gli abitanti era solito dire: " Laga 'ndà i lègn che a gala i ve sa", ovvero: " Lascia andare i legni che a galla vengono qua"

## Percorso

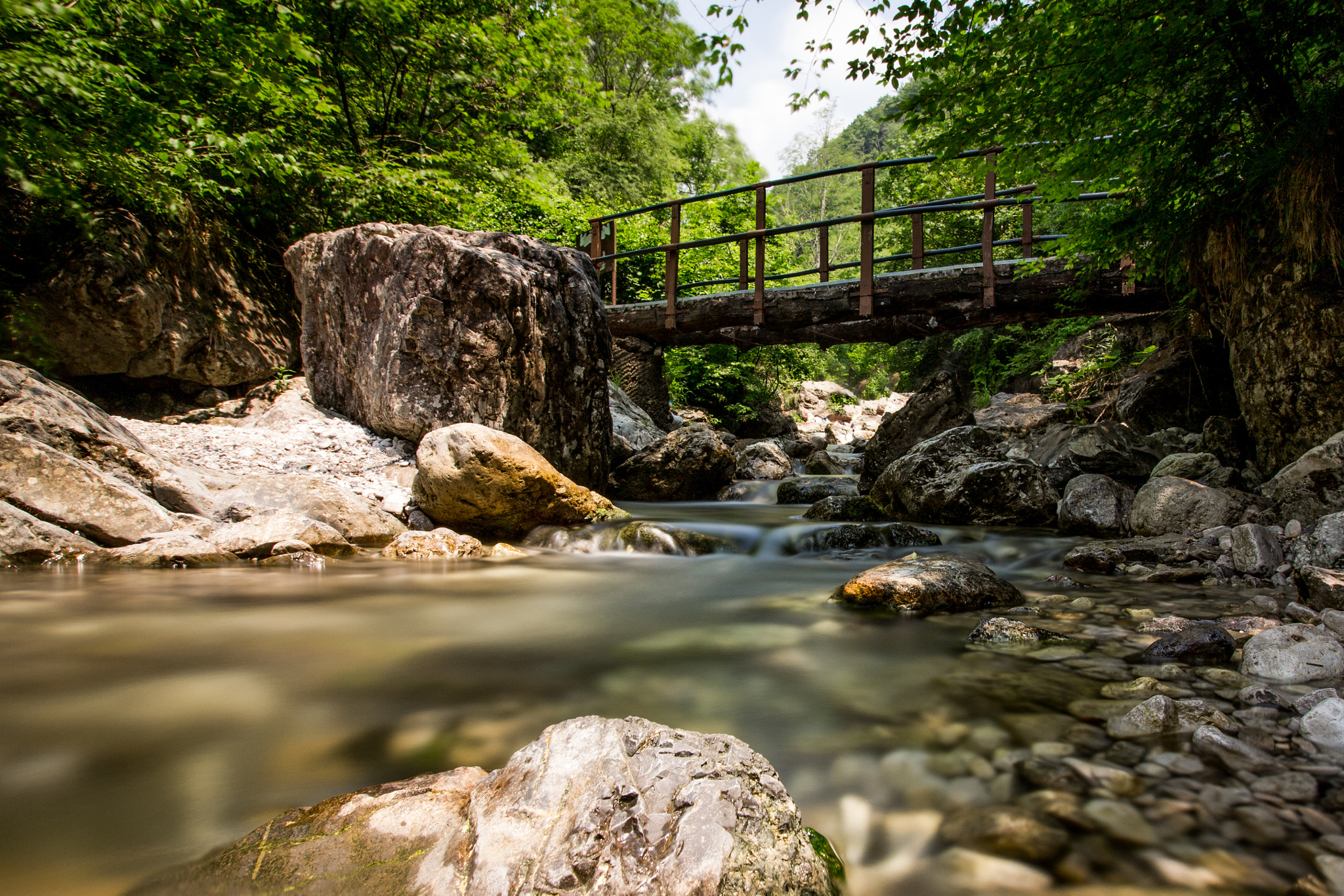
Il torrente Gallavesa a Erve

Il torrente nasce a Erve a circa 1700 m.s.l.m. dal confluire di molti piccoli corsi d'acqua estremamente ramificati, il principale è la Gallavesina. Dopo aver attraversato il comune compie un salto di 110 metri e seguendo un vero e proprio orrido raggiunge il comune di Vercurago in località Folla e in località Tovo. Qui nel XV secolo, vennero installati un mulino e una fóla, cioè una macchina idraulica per la battitura e il lavaggio dei panni che ha dato il nome alla località. Da questo punto il torrente funge da confine naturale tra i comuni di Vercurago e Calolziocorte attraversandoli entrambi. Dalla seconda metà del XVI secolo, grazie alla sua continua disponibilità d'acqua, il Gallavesa è stato sfruttato per le attività umane, tra le quali tre centraline adibite alla produzione di corrente elettrica e funzionanti fino agli anni settanta che hanno alimentato industrie locali come lo stabilimento Pirelli a Vercurago o la fabbrica Sali di Bario a Calolziocorte, la centralina della Sali di Bario è stata resa nuovamente funzionante nel 2010. Dopo circa 8 km sfocia a Vercurago nel lago di Garlate. Inoltre, negli anni 70', venne costruita una centralina elettrica tra Rossino e Beseno. La centralina è stata chiusa ed è tuttora abbandonata.

### Inquinamento
Secondo il rapporto di Legambiente "Goletta dei Laghi" del 2017 il torrente alla foce risultava fortemente inquinato, la situazione è migliorata nel 2019 quando con un nuovo rilevamento è stato verificato il rispetto dei limiti di legge. Nel rapporto 2020 è stato nuovamente classificato come inquinato per aver superato i limiti di inquinanti.

## Regime
Il regime del Gallavesa è a carattere torrentizio e la sua portata non scende mai sotto gli 0,03 m³/s. Il torrente ha però una portata massima di 67,7 m³/s con un tempo di ritorno di 100 anni. Il torrente non è mai esondato se non nel 1953, quando uno dei suoi affluenti ha devastato la frazione di Beseno a Vercurago. Il letto del Gallavesa è costituito prevalentemente da formazioni moreniche e flysh lombardo e il fiume trasporta ogni anno 480 m³ di detriti.